# Mike Smith (athlétisme)
Pour les articles homonymes, voir Mike Smith (homonymie) et Smith.
Michael ("Mike") C. Smith (né le 16 septembre 1967 à Kenora) est un athlète canadien spécialiste du décathlon.

## Carrière sportive
En 1986, Mike Smith participe à sa première compétition internationale à l'occasion des Championnats du monde junior disputés à Athènes, terminant deuxième de l'épreuve du décathlon derrière le Finlandais Petri Keskitalo. Il obtient son premier titre sénior lors des Jeux de la Francophonie 1989 de Casablanca, avant de remporter l'année suivante les Jeux du Commonwealth d'Auckland en réalisant un total de 8 825 points. En 1991, le Canadien décroche la médaille d'argent des Championnats du monde de Tokyo, terminant à près de 300 points de l'Américain Dan O'Brien, et remporte quelques jours plus tard le meeting d'épreuves combinées de Götzis. Nommé porte-drapeau de la délégation canadienne lors des Jeux olympiques d'été de 1992, Smith est contraint d'abandonner la compétition à cause d'une blessure au tendon. 
En 1994, Mike Smith s'impose pour la seconde fois consécutive aux Jeux du Commonwealth avant de prendre la troisième place des Championnats du monde 1995 de Göteborg avec 8 419 pts, terminant derrière Dan O'Brien et Eduard Hämäläinen. Il établit la meilleure performance de sa carrière lors du meeting de Götzis 1996 en totalisant 8 626 points au terme de la seconde journée de compétition. Désireux de remporter un troisième titre consécutif à l'occasion des Jeux du Commonwealth 1998 de Kuala Lumpur, le Canadien ne prend finalement que la troisième place de l'épreuve avec 8 144 points. Il met un terme à sa carrière d'athlète à l'issue de la saison 1998.

## Palmarès
| Année | Compétition                    | Lieu         | Résultat | Épreuve    |
| ----- | ------------------------------ | ------------ | -------- | ---------- |
| 1986  | Championnats du monde junior   | Athènes      | 2e       | Décathlon  |
| 1989  | Jeux de la Francophonie        | Casablanca   | 1er      | Décathlon  |
| 1990  | Jeux du Commonwealth           | Auckland     | 1er      | Décathlon  |
| 1991  | Championnats du monde          | Tokyo        | 2e       | Décathlon  |
| 1993  | Championnats du monde en salle | Toronto      | 2e       | Heptathlon |
| 1994  | Jeux du Commonwealth           | Victoria     | 1er      | Décathlon  |
| 1995  | Championnats du monde          | Göteborg     | 3e       | Décathlon  |
| 1998  | Jeux du Commonwealth           | Kuala Lumpur | 3e       | Décathlon  |